# Água tônica
Água tónica (português europeu) ou tônica (português brasileiro) é um refrigerante que originalmente continha apenas soda, açúcar e quinina. É feita com um pó branco extraído da casca da árvore de cinchona (hidrocloreto de quinina) que dá o gosto amargo ao produto.

## História
Diversas versões sobre o descobrimento da quinina, principal substância da água tônica, foram apresentadas. Uma delas data o ano de 1638, quando a Condessa de Chinchon, esposa do vice-rei espanhol que estava no Peru, adoeceu com a febre terçã (Malária). Índios, então prepararam uma poção feita com a casca de uma árvore chamada Kina (nome indígena), resultando na cura. Posteriormente, a árvore foi batizada de Cinchona em homenagem à condessa.

A água tônica como conhecemos surgiu na Índia, no período colonial do Império Britânico. Os ingleses levaram a fórmula para as fábricas de refrigerantes na Inglaterra, que foi patenteada no ano de 1858.
No início ela foi somente utilizada como medicamento no combate à malária. A quinina  ainda hoje é empregada no tratamento, mas a água tônica atualmente industrializada e distribuída no mercado não possui propriedades medicamentosas sendo apenas um refrigerante de gosto amargo. Possui quantidades mínimas de quinina, cerca de 5 miligramas por litro (mg/l), enquanto para o tratamento da doença é necessário em torno de 1,5 g ao dia.

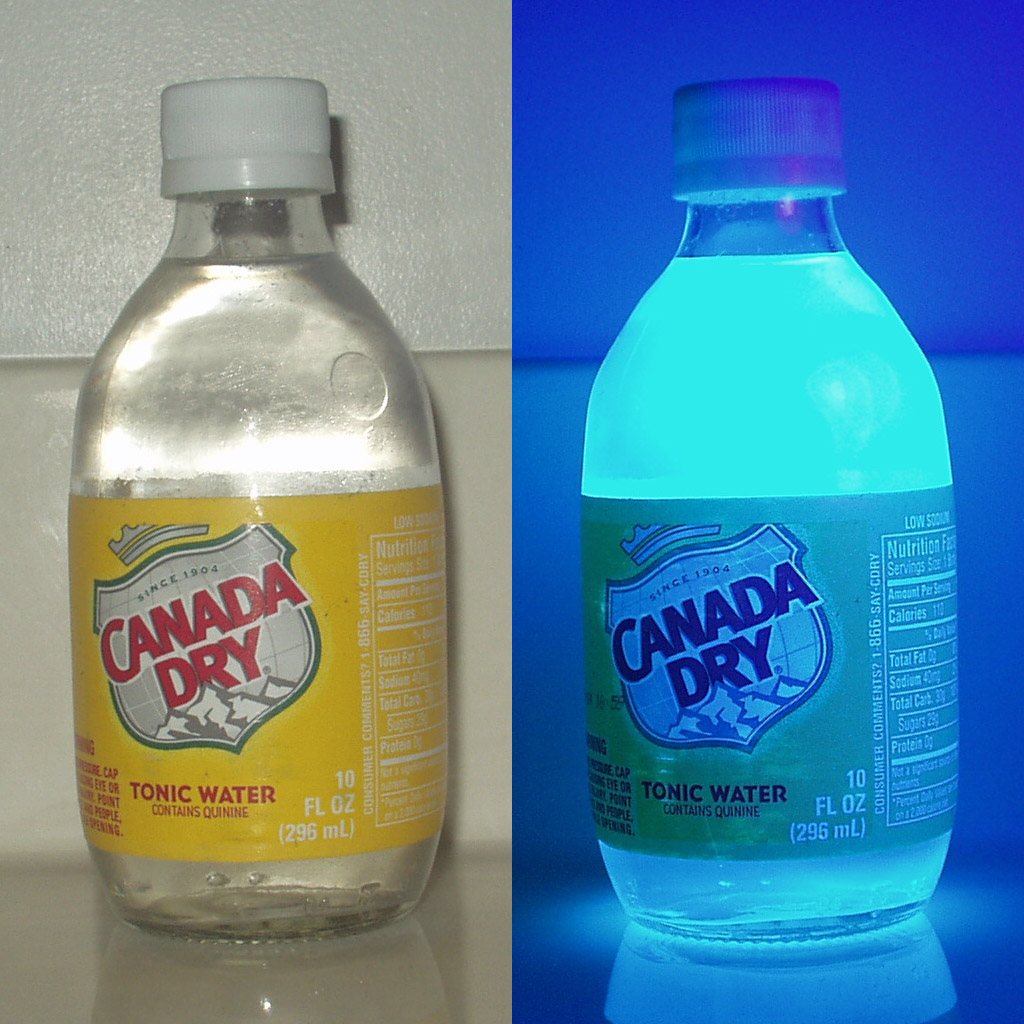
Água tónica contendo quinina, que é fluorescente

A água tónica é muito usada como uma bebida de mistura para coquetéis, especialmente os que são feitos com gim (por exemplo gim tónico). A água tónica com adição de limão ou lima é conhecida como bitter lemon, "limão amargo" ou bitter lime, respectivamente.

## Composição
A quinina é a principal substância na composição da água tônica, sendo um composto fluorescente, isto é, se for incidido luz ultravioleta na água tônica, ela brilhará.